# Tabelot
Tabelot è un comune rurale del Niger facente parte del dipartimento di Tchirozerine nella regione di Agadez.